# Friuli Aquileia Riesling superiore
Il Friuli Aquileia Riesling superiore è un vino DOC la cui produzione è consentita nella provincia di Udine.

## Caratteristiche organolettiche
- colore: giallo paglierino chiaro.
- odore: caratteristico.
- sapore: asciutto, leggermente acidulo, armonico.

## Produzione
Provincia, stagione, volume in ettolitri
- nessun dato disponibile